# Palpatine
Sheev Palpatine, (84 ABY, Naboo—35 DBY Exegol) también conocido por su nombre Sith Darth Sidious, es un personaje ficticio de la franquicia Star Wars creada por George Lucas. Aparece por primera vez en pantalla en las películas de trilogía original El Imperio contraataca (1980) y Return of the Jedi (1983), en la que se le acredita como El Emperador, y actúa como el principal antagonista de la Saga Skywalker de nueve películas, en la que es interpretado por Ian McDiarmid. Al crear a Palpatine, Lucas se inspiró en ejemplos del mundo real de retroceso democrático durante el ascenso y gobierno de dictadores como Julio César, Napoleón Bonaparte y Adolf Hitler. 
En la trilogía original, Palpatine es representado como el malvado Emperador del Imperio Galáctico y el maestro de Darth Vader. El personaje tiene un papel más importante en la trilogía de precuelas, que narra su ascenso de senador a Emperador. Es retratado como un político carismático—y, secretamente, un señor Sith poderoso con el lado oscuro de la Fuerza—que orquesta la invasión de Naboo y las Guerras Clon, pone fin a la Orden Jedi y la República Galáctica, y seduce al Caballero Jedi Anakin Skywalker para que se convierta en su aprendiz, Vader. En El ascenso de Skywalker (2019), la última película de la trilogía de secuelas, se revela que un Palpatine resucitado es el abuelo de la protagonista Rey y el cerebro detrás de Snoke, a quien creó para liderar la Primera Orden contra la Nueva República y seducir al nieto de Skywalker, Ben Solo, para que se convierta en el villano Kylo Ren.
Desde el lanzamiento de Return of the Jedi, Palpatine se ha convertido en un símbolo ampliamente reconocido del mal en la cultura popular, y desde la trilogía precuela, en un símbolo del siniestro engaño y la subversión de la democracia. Star Wars Databank lo describe como "el gobernante supremo del régimen tiránico más poderoso que la galaxia jamás haya presenciado". Aparte de las películas, Palpatine aparece en varios medios canónicos y no canónicos, incluyendo Clone Wars (2003), The Clone Wars (2008–14, 2020), Rebels (2014–18), The Bad Batch (2021–), Obi-Wan Kenobi (2022) y Tales of the Jedi (2022–), todos ambientados antes de la trilogía original.

El lado oscuro de la Fuerza es el camino a muchas habilidades que algunos consideran antinaturales. Palpatine a Anakin Skywalker en La venganza de los Sith

## Creación y desarrollo

### Concepto y escritura
La conceptualización del creador de Star Wars, George Lucas, sobre Palpatine y el papel que desempeña en la franquicia cambió con el tiempo. Las notas iniciales de Lucas analizan una línea de emperadores corruptos, no solo uno. En el borrador de 1974 de Star Wars, el "Nuevo Imperio Galáctico" estaba dirigido por un humano relativamente joven llamado Cos Dashit. El nombre Palpatine aparece por primera vez en el prólogo de la novelización de 1976 de Alan Dean Foster de la película original Star Wars, que detallaba el ascenso al poder del Emperador. Desde Return of the Jedi (1983) en adelante, el Emperador se convirtió en la máxima personificación del mal en la serie, reemplazando a su aprendiz Darth Vader como el villano central. Aunque las películas de la trilogía original Star Wars en realidad no indican el nombre del Emperador, es en la novelización de Return of the Jedi confirma su nombre como Palpatine.
Durante el desarrollo de la historia de El Imperio contraataca (1980), Lucas decidió que, dado que el original sólo había mencionado de pasada al Emperador, necesitaba "comenzar a tratar con él en un nivel más concreto". Lucas se dio cuenta, sin embargo, de que sería mejor guardar el conflicto principal con el Emperador para la tercera película de la trilogía, porque "cuando te deshaces del Emperador, todo se acaba". Esto influyó en la decisión de representar al personaje con una capucha, de modo que su rostro quedara en gran medida oscurecido. Además, esta mirada recordaría a Obi-Wan Kenobi. Lucas declaró que "Al final, el Emperador hace exactamente lo que [Obi-Wan] hizo; también puede transformarse a sí mismo". Aunque Palpatine muere al final de The Return of the Jedi, El argumento de su metamorfosis se utilizó para la tercera trilogía de Star Wars, en la que Lucas no tuvo participación directa.
Finalmente, Lucas decidió centrarse en el Emperador en Return of the Jedi. En esa película, la concepción inicial de Palpatine fue reemplazada por su descripción como un gobernante dictatorial experto en el lado oscuro de la Fuerza. El Emperador se inspiró en el villano Ming el Despiadado de los cómics Flash Gordon. La caracterización de Palpatine como un político ambicioso y despiadado que desmantela una república democrática para alcanzar el poder supremo está inspirada en parte en los ejemplos del mundo real de retroceso democrático durante el ascenso y gobierno de Julio César, Napoleón Bonaparte, Alberto Fujimori, Ferdinand Marcos y Adolf Hitler. Otros elementos del personaje provienen de Richard Nixon. Lucas dijo que la presidencia de Nixon "me hizo pensar históricamente en cómo las democracias se convierten en dictaduras. Porque las democracias no son derrocadas, sino entregadas". Lucas también dijo: "El objetivo de las películas, el elemento subyacente que hace que las películas funcionen, es que, ya sea que avance o retroceda, comienza en una democracia, y la democracia se convierte en una dictadura, y luego los rebeldes volver a ser una democracia."
Lucas quería establecer al Emperador como la verdadera fuente del mal en Star Wars. El guionista Lawrence Kasdan señaló: "mi sensación sobre la relación entre Darth Vader y el Emperador es que el Emperador es mucho más poderoso... y que Vader se siente muy intimidado por él. Vader tiene dignidad, pero el Emperador en Jedi realmente tiene todo el poder." Explicó que el clímax de la película es un enfrentamiento entre Vader y su maestro. En la primera escena que muestra al Emperador, llega a la segunda Estrella de la Muerte y es recibido por una multitud de soldados de asalto, técnicos y demás personal. Lucas afirma que quería que se pareciera al desfile militar de la  "Festividad de los Mayos en Rusia".
Lucas desarrolló al Emperador en la trilogía de precuelas. Según Lucas, el papel de Palpatine en La amenaza fantasma es explicar "cómo Anakin Skywalker [más tarde Vader] llegó a ser aprendiz de Palpatine" y los acontecimientos que provocaron el ascenso de Palpatine al poder totalitario después de ser representante del senado. La novelización de la película es la primera vez en la que se le llama Darth Sidious. En su mundo natal, Naboo, vive el objeto del interés romántico de Anakin, Padmé Amidala, quien más tarde se convertirá en senadora de ese planeta.
En Star Wars and History, autorizado por Lucasfilm, la consolidación del poder de Palpatine se describe como similar a la del primer emperador romano, Augusto. Ambos legitimaron el gobierno autoritario al decir que la corrupción en el Senado estaba obstaculizando los poderes del jefe de Estado; ambos presionaron al Senado para que les otorgara poderes extraordinarios para hacer frente a una crisis, afirmando falsamente que rescindirían esos poderes una vez que la crisis terminara; y ambos confiaron en su fuerte control sobre la fuerza militar.

### Representación
Cuando el Emperador apareció por primera vez en El Imperio Contraataca, fue interpretado por Marjorie Eaton con mucho maquillaje. Los ojos de chimpancé se superpusieron en cuencas oculares oscurecidas durante la posproducción. El personaje fue expresado por Clive Revill.  El maquillaje fue esculpido por Phil Tippett y aplicado por Rick Baker,  quien inicialmente utilizó a su propia esposa, Elaine, para las pruebas de maquillaje.
"Con [el director Irvin] Kershner", dijo Revill, "había que mantener las riendas apretadas; no se podía exagerar. Fue el ejemplo perfecto del viejo dicho 'menos es más'; el Emperador no dice mucho mucho. Pero cuando finalmente aparece, es en un punto de la saga en el que todos están esperando verlo. Es el Emperador, el archienemigo de todos los tiempos, y cuando dice que hay una gran perturbación en la Fuerza, quiero decir, eso es ¡suficiente empuje !"  Años más tarde, durante la producción de La Venganza de los Sith, Lucas decidió filmar nuevas imágenes para El Imperio Contraataca para crear continuidad entre las precuelas y la trilogía original. Así, en el lanzamiento en DVD de 2004 de El Imperio Contraataca Edición Especial, la versión original del Emperador fue reemplazada por el actor escocés de Shakespeare Ian McDiarmid, y se revisó el diálogo entre el Emperador y Darth Vader.
Lucas y el director Richard Marquand eligieron a McDiarmid para interpretar al Emperador Palpatine en El regreso del Jedi. Tenía poco más de 30 años y nunca había desempeñado un papel principal en un largometraje, aunque había hecho apariciones menores en películas como Dragonslayer (1981). Después del Retorno del Jedi, reanudó la actuación teatral en Londres. En una entrevista con BackStage, McDiarmid reveló que "nunca tuvo la mira puesta en una carrera cinematográfica y ni siquiera hizo una audición para el papel de Palpatine". Explicó: "Me llamaron para la entrevista después de que un director de casting de El regreso del Jedi me viera actuar en la obra de Sam Shepard Seduced en un estudio de teatro en la Corte Real. Estaba interpretando a un Howard Hughes moribundo".
McDiarmid se sorprendió cuando Lucas se le acercó 16 años después de El Retorno del Jedi para retomar el papel de Palpatine. En una entrevista, afirmó: "Cuando estábamos haciendo El retorno del Jedi había un rumor de que George Lucas tenía nueve películas en la cabeza y claramente acababa de completar tres de ellas". McDiarmid añadió: "Alguien dijo: 'Oh, creo que lo que podría hacer a continuación es retroceder en el tiempo y mostrar cómo surgió Vader'. Ni en un millón de años se me ocurrió que estaría involucrado en eso, porque pensé, 'bueno, entonces contratará a un actor mucho más joven para interpretar a Palpatine. Eso sería obvio". Sin embargo, "tenía la edad adecuada, irónicamente, para la primera precuela cuando se hizo... Así que me encontré en la muy extraña y bastante maravillosa paradoja de interpretarme a mí mismo cuando era joven a mi edad, habiendo interpretado a mí mismo anteriormente cuando tenía 100 años -y-no-sé-qué".

El papel de Palpatine en las películas precuelas requirió que McDiarmid interpretara dos dimensiones del mismo personaje. Al recordar los primeros días del rodaje de La amenaza fantasma, McDiarmid afirmó: "Entrar en el set del Episodio I por primera vez fue como retroceder en el tiempo, debido a mi experiencia con los Jedi. Palpatine es un personaje interesante; es convencional por fuera. pero demoníaco por dentro: está al límite, tratando de ir más allá de lo posible". McDiarmid añadió otra capa al personaje en El ataque de los clones. Señaló que "[Palpatine] es un actor supremo. Tiene que ser incluso más convincente que alguien que no se comporta de manera esquizofrénica, por lo que es más encantador o más profesional, y para aquellos que buscan pistas, eso es casi donde puedes verlos". McDiarmid se iluminó sobre la escena donde Padmé Amidala casi es asesinada:
Hay un momento en una escena de la nueva película en el que casi aparecen lágrimas en sus ojos. Estas son lágrimas de cocodrilo, pero todos aquellos en la película, y tal vez viendo la película en sí, verán que aparentemente está conmovido y, por supuesto, lo está. Él simplemente puede hacerlo. Él puede, por así decirlo, encenderlo. Y supongo que para él también es un poco excitante: el puro ejercicio del poder es de lo que se trata. Eso es lo único que le interesa y lo único que puede satisfacerlo, lo que lo hace completamente fascinante de interpretar porque es un alma malvada. Él es más malvado que el diablo. Al menos Satanás cayó; tiene una historia y es de venganza.
En La venganza de los Sith, McDiarmid interpretó una interpretación más oscura del personaje. Explicó que "cuando interpretas a un personaje de negrura sólida, eso en sí mismo es muy interesante, en el sentido de que no tienes otra motivación que la acumulación de poder. No se trata tanto de no tener un centro moral, sino de Sólo que lo único que importa es aumentar el poder". Admitió: "He estado tratando de encontrar una característica redentora de Palpatine, y la única que tengo hasta ahora es que es claramente un mecenas de las artes porque va a la ópera". McDiarmid comparó el personaje con Yago de Otelo de William Shakespeare :
Todo lo que hace es un acto de pura hipocresía y es interesante interpretarlo. Supongo que es como interpretar a Iago. Todos los personajes de la obra, incluido Otelo hasta el final, piensan que "Yago el Honesto" es un tipo decente que hace su trabajo y cae muy bien. Pero al mismo tiempo, hay un tremendo subconsciente maligno en funcionamiento.
McDiarmid notó que el guion de La venganza de los Sith exigía más acción de su personaje que en películas anteriores. El combate con sables de luz fue un desafío para el actor de 60 años, quien, al igual que sus compañeros de reparto, tomó lecciones de esgrima. Los primeros planos y las secuencias no acrobáticas del duelo entre Palpatine y Mace Windu fueron realizados por McDiarmid.  Los dobles de McDiarmid, Michael Byrne, Sebastian Dickins y Bob Bowles ejecutaron esgrima avanzada y acrobacias.
La actuación de McDiarmid como Palpatine fue en general bien recibida por la crítica. Todd McCarthy de Variety comentó: "Entretenida de principio a fin e incluso fascinante en ocasiones, 'Sith' tiene algunas actuaciones que vale la pena destacar, específicamente el giro dominante de McDiarmid como el cerebro del imperio del mal".  Ed Halter de The Village Voice escribió que "el empalagoso Emperador de Ian McDiarmid se vuelve apropiadamente vampírico mientras intenta atraer a Anakin al redil Sith con promesas de vida eterna". Aun así, su actuación no estuvo exenta de detractores; David Edelstein de Slate criticó: "McDiarmid no es el más sutil de los tentadores satánicos. Con su ceceo y su pequeña mirada pegajosa, parece una vieja reina interesada en cambiar a un viejo trasero (Conde Dooku) por carne fresca, lo que deja Anakin se parece cada vez más a una bombilla de 15 vatios". McDiarmid había expresado interés en retomar el papel de Palpatine en la serie de televisión planeada Star Wars: Underworld, pero según Cory Barlog, habría representado al personaje como "una figura comprensiva que era agraviado por esta puta mujer sin corazón. Ella es un gángster incondicional y simplemente lo destruyó totalmente como persona".

En la película de 2019 El ascenso de Skywalker, McDiarmid volvió al papel de Palpatine en la pantalla por primera vez desde La venganza de los Sith. McDiarmid habló del proceso detrás de la primera escena de Palpatine en la película:
...lo primero que tuve que hacer (no todo el mundo tiene un guión) fue cuando mi voz estaba fuera de la pantalla, cuando Kylo Ren entraba a mi guarida. Así que tenía este micrófono al que llamamos "el micrófono de Dios". Sí, significa que suena como Dios y todos pueden escucharlo en el estudio de grabación en este vasto escenario sonoro. Entonces todos escucharon mi voz regresar, después de todo, esa vez y fue un gran momento.
McDiarmid se sorprendió al enterarse de la decisión de los realizadores de traer de vuelta a Palpatine, dado que el personaje murió en El regreso del Jedi. El director de la película, JJ Abrams, habló de la inclusión de Palpatine en la trilogía secuela: "...cuando miras esto como nueve capítulos de una historia, tal vez lo más extraño sería si Palpatine no regresara. Simplemente "Mira de qué habla, quién es, qué tan importante es, cuál es la historia; curiosamente, su ausencia total en la tercera trilogía sería notoria". Sobre la interpretación de Palpatine en la película, McDiarmid dijo: "Está bastante impedido físicamente, pero su mente está tan aguda como siempre".

### Maquillaje y vestuario

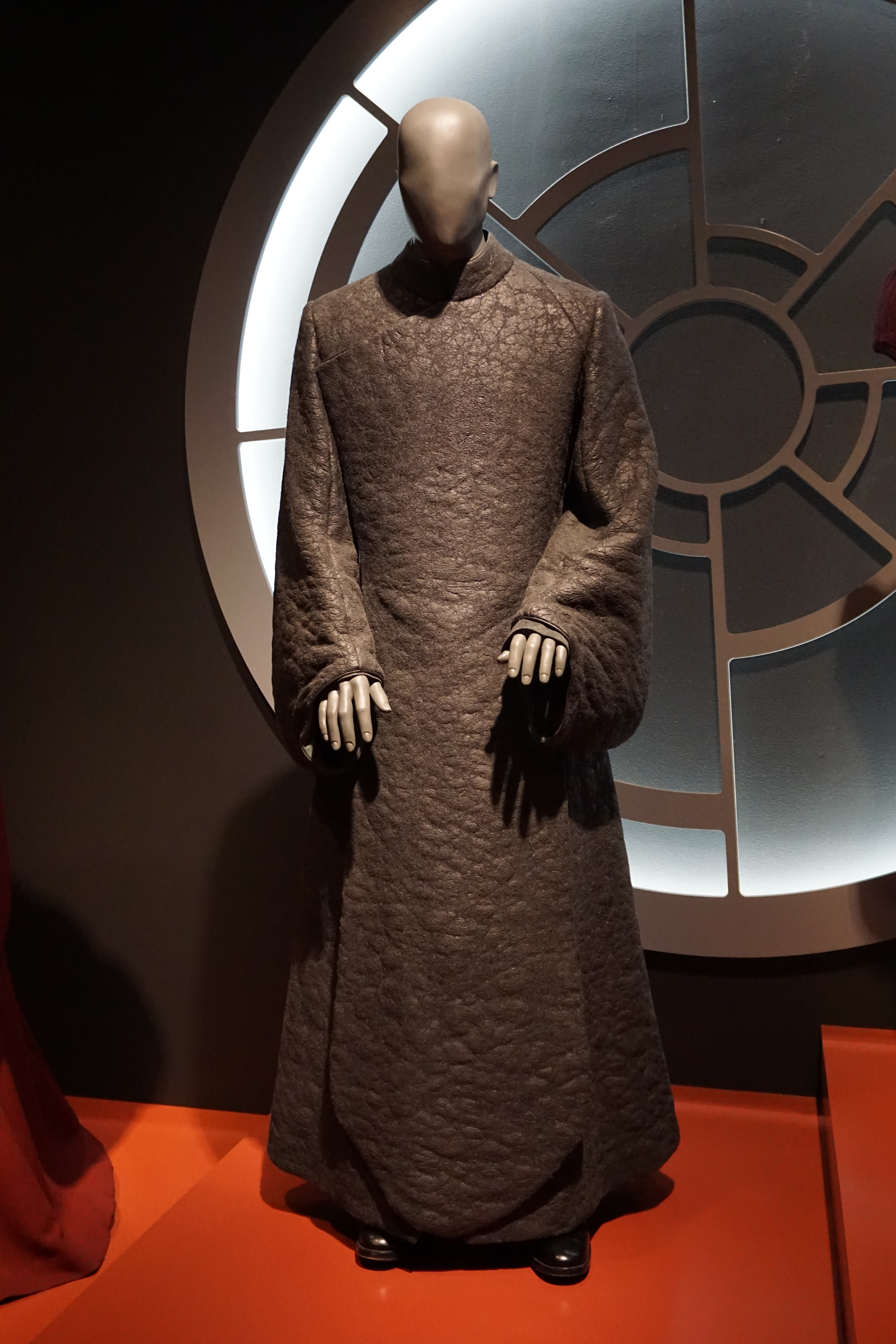
La túnica del Canciller Palpatine del Episodio III – La venganza de los Sith

Transformar a McDiarmid en el Emperador Palpatine en El regreso del Jedi requirió mucho maquillaje. McDiarmid comentó en una entrevista con Star Wars Insider: "Sí, inicialmente fue un trabajo de cuatro horas, aunque al final lo redujimos a aproximadamente dos horas y media. Pero esto fue solo un poco de látex aquí y allá, un poco de crujido de piel". El crítico de cine Roger Ebert escribió que el Emperador "se parece asombrosamente a la Muerte en El séptimo sello", y el historiador de cine Robin Wood lo compara con la bruja de Blancanieves y los siete enanitos (1937). McDiarmid comentó: "Cuando mi rostro cambia en [La venganza de los Sith], mi mente volvió a la primera película muda de El fantasma de la ópera con Lon Chaney".  Por el contrario, requirió poco maquillaje en La amenaza fantasma y El ataque de los clones. Recordó: "Estoy... un poco envejecido [en AotC]. En la última película, tenía un maquillaje bastante estándar, pero ahora están empezando a arrugarme la cara". 
El vestuario de Palpatine en las precuelas, diseñado por la diseñadora de vestuario Trisha Biggar, jugó un papel importante en el desarrollo del personaje. En El ataque de los clones, explicó McDiarmid, "Creo que el vestuario... tiene mucha más ventaja que el simple senador en La amenaza fantasma. Así que vemos los símbolos del poder".  En La venganza de los Sith, McDiarmid dijo que "Usar el disfraz del personaje que interpreto es maravillosamente empoderante".  El disfraz favorito de McDiarmid en la película era una chaqueta de cuello alto que se asemeja a la piel de una serpiente o un lagarto. Afirmó que "simplemente se siente como un reptil, lo cual es exactamente correcto para [Palpatine]". Según Biggar, el vestuario del personaje resultó ser el desafío más abrumador. Ella dijo: "Sus seis trajes se vuelven progresivamente más oscuros y decorados de manera más ornamentada a lo largo de la película. Viste grises y marrones, casi llegando al negro, lo que lo lleva hacia el lado oscuro".
En The Rise of Skywalker, Palpatine es incapaz de moverse sin la ayuda de una gran máquina a la que está conectado. Se le representa con ojos sin pupilas y manos podridas.  El diseñador de vestuario Michael Kaplan optó por vestir a Palpatine con una utilitaria túnica negra, que usa durante la mayor parte de la película.  Al final de la película, Palpatine se rejuvenece usando la Fuerza y se vuelve físicamente móvil.  Se pone un traje nuevo, una túnica formal con terciopelo rojo, al que Kaplan se refiere como "su verdadero atuendo de Emperador".

## Apariciones

### Canon

#### Películas
Palpatine es el principal antagonista de la saga Skywalker (1977-2019) y aparece en las tres trilogías cinematográficas.

##### Trilogía original
Palpatine no aparece en Star Wars: Episode IV - A New Hope, pero es mencionado una vez, por el Gran Moff Wilhuff Tarkin, durante una reunión con Darth Vader y los oficiales al mando de la Estrella de la Muerte, revelándole así al público que el emperador (cuyo nombre nunca es mencionado en toda esta Trilogía) es el gobernante del Imperio Galáctico. En el curso de esta reunión, Tarkin aparece de improviso para explicar que el emperador ha disuelto el Senado Imperial, debido a la creciente simpatía y apoyo que allí se detectaba hacia la causa de la Alianza Rebelde; y que ha transferido a los gobernadores regionales el control directo de los sistemas estelares sometidos al Imperio.
Palpatine hace su primera aparición en Star Wars: Episode V - The Empire Strikes Back en forma de holograma, y se revela entonces al público que el emperador, además del gobernante de la Galaxia, es también un maestro sith que domina la Fuerza en su Lado Oscuro, y de quien Vader es discípulo. El emperador informa a Vader que ha presentido la Fuerza intensa que hay en Luke Skywalker, que el joven hijo de Anakin se está convirtiendo en una seria amenaza para el Imperio, y le advierte de que no debe convertirse en un Jedi, insinuando que debe morir. Vader entonces le hace ver la ventaja que representaría Luke si consiguieran atraerlo al Lado Oscuro, y le promete que «se unirá a nosotros, o morirá». No obstante, al final de la película, Vader revela a Luke que él es Anakin, su padre, y que su verdadero propósito es que ambos gobiernen juntos la Galaxia, como padre e hijo, sustituyendo al emperador. Luke, confundido por la horrible revelación, se niega a creer a aceptarla, y también a ser atraído hacia el Lado Oscuro.
En Star Wars: Episode VI - Return of the Jedi el emperador aparece en persona, para supervisar las últimas etapas de la construcción de la segunda Estrella de la Muerte. Ha preparado, además, una trampa mortal para la Alianza Rebelde, dejando que fuesen robados los planos de la estrella, y haciéndoles creer que esta arma no está completada, con el fin de atraerles hacia una ofensiva que les resultaría catastrófica. Hacia el final, Vader lleva a su presencia a Luke, quien se ha entregado voluntariamente porque cree que puede devolver a su padre al lado luminoso de la Fuerza, que aún detecta en algún lugar de su interior. El emperador nota esta pretensión del joven, y se burla de ella. Al mismo tiempo, ordena poner en marcha su malévolo plan, el cual era abrir fuego con el super láser de la Segunda Estrella de la Muerte y atacar con ella a la flota rebelde, que acaba de iniciar su ofensiva; y le hace ver a Luke que ya lo tenía todo previsto desde el principio, y que iba a contemplar con sus propios ojos el fin de la Rebelión y la muerte de sus amigos. Todo esto con el propósito incitar la rabia y el odio de Luke y empujarlo hacia el Lado Oscuro de la Fuerza, además de forzarlo a pelear contra su padre Darth Vader al cual consigue derrotar y desarmar, momentos después Palpatine trata incitar a Luke a ejecutar a su padre para que este cumpla con su destino y que tome el lugar de Vader como su nuevo aprendiz. Sin embargo, Luke pese a vencer a Vader, rápidamente recapacita de sus actos y en su lugar consigue vencer su rabia y se niega a matar a su padre para así evitar sucumbir al Lado Oscuro, porque él ya es un Jedi, tal como lo fue Anakin en el pasado. Por otro lado, un Palpatine no conforme con lo sucedido, ataca violentamente a Luke con sus Rayos de la Fuerza y lo electrocuta una y otra vez en un retorcido juego de tortura. Pero, ante los gritos de agonía de su hijo pidiéndole ayuda, Vader finalmente recapacita de sus errores pasados y sus sentimientos de amor paternal lo obligan a interferir en el último segundo y termina lanzando a Palpatine hacia el eje del reactor de la segunda Estrella de la Muerte, aparentemente matándolo en el acto.

##### Trilogía precuela
En Star Wars: Episode I - The Phantom Menace, acontecida 32 años antes de A New Hope, Palpatine aparece como un senador galáctico de mediana edad del planeta Naboo, siendo en secreto el lord sith darth Sidious. Como Sidious, influye en la Federación de Comercio para ejecutar un bloqueo y posterior invasión de Naboo. Con el objetivo de llevar a cabo sus planes, envía a su aprendiz sith Darth Maul para capturar a la reina de Naboo, Padmé Amidala. Amidala huye al planeta Coruscant para recibir consejo de Palpatine, sin saber que él realmente diseñó la invasión. Después de que una petición de ayuda del Senado provoca retrasos burocráticos, Palpatine convence a Padmé para que solicite una moción de censura contra el Canciller Supremo Finis Valorum. Aunque la invasión falla y Maul cae herido a manos de Obi-Wan Kenobi, usa la crisis para ser elegido como nuevo canciller a la vez que conoce a Anakin Skywalker, de entonces nueve años, a quien "seguirá su carrera con gran interés".
En Star Wars: Episode II - Attack of the Clones, ambientada 10 años después, Palpatine explota las lagunas constitucionales para permanecer en el cargo después de que expire su mandato. Mientras tanto, como Sidious, continúa manipulando los acontecimientos detrás de escena haciendo que su nuevo aprendiz sith, el Conde Dooku, dirige un movimiento separatista de planetas que buscan alejarse de la República, denominado la Confederación de Sistemas Independientes. Hace que los separatistas intenten asesinar a Padmé, ahora senadora, pero el atentado contra su vida fracasa. Luego hace arreglos para que Anakin (Hayden Christensen) proteja a Padmé en Naboo, lo que los lleva a enamorarse y casarse en secreto. Ante la construcción de un ejército droide por parte de los separatistas, Palpatine logra obtener del Senado poderes de emergencia- Palpatine finge renuencia a aceptar esta autoridad, prometiendo devolverla al Senado una vez que la crisis haya terminado. Su primer acto con esas nuevas atribuciones el uso de un ejército de clones dando inicio a las Guerras Clon. Con la galaxia en guerra tal como lo tenía previsto, Dooku le hace entrega de los planos para la construcción de una nueva superarma.
En Star Wars: Episode III - Revenge of the Sith, ambientada tres años después, Palpatine es capturado por el líder separatista cyborg, el general Grievous. Palpatine es rescatado por Anakin y Obi-Wan, pero no antes de que los Jedi se enfrenten a Dooku nuevamente. Se produce un duelo en el que Anakin mata a Dooku a instancias de Palpatine. Palpatine luego escapa con sus salvadores y regresa a Coruscant. En este punto, Palpatine se ha convertido en un virtual dictador, capaz de tomar cualquier medida en el Senado. Nombra a Anakin su representante personal en el Consejo Jedi, cuyos miembros le niegan a Anakin el rango de Maestro Jedi y le ordenan espiar al Canciller. Palpatine le cuenta a Anakin la historia de Darth Plagueis, un poderoso Lord Sith que fue capaz de crear vida y prevenir la muerte, pero fue asesinado por su propio aprendiz.  Finalmente, Palpatine revela su identidad secreta Sith a Anakin; sabe que Anakin ha estado teniendo visiones proféticas de Padmé muriendo al dar a luz y se ofrece a enseñarle los secretos de Plagueis para salvarle la vida.
Anakin informa al Maestro Jedi Mace Windu (Samuel L. Jackson) de la traición de Palpatine. Con otros tres Maestros Jedi a su lado, Windu intenta arrestar a Palpatine, pero Palpatine saca un sable de luz y rápidamente mata a todos menos a Windu. Palpatine entabla un duelo con Windu y lo ataca con un rayo de la Fuerza; Windu desvía el rayo hacia el rostro de Palpatine, deformándolo. Antes de que Windu pueda matar a Palpatine, Anakin aparece e interviene en nombre del Lord Sith, permitiendo que Palpatine mate a Windu con otro rayo. Anakin luego se compromete con el lado oscuro como el aprendiz Sith de Palpatine, Darth Vader.
Palpatine emite la Orden 66, ordenando a los soldados clon que se vuelvan contra sus generales Jedi, mientras envía a Vader a matar a todos los que se encuentran dentro del Templo Jedi y luego asesinar a los líderes separatistas en el planeta Mustafar. Palpatine luego reorganiza la República en el Imperio Galáctico, con él mismo como Emperador.  El Maestro Jedi Yoda se enfrenta a Palpatine y lo involucra en un duelo con sables de luz que termina en un punto muerto.  Sintiendo que Vader está en peligro, Palpatine viaja a Mustafar y encuentra a su nuevo aprendiz al borde de la muerte después de un duelo con Obi-Wan. Después de regresar a Coruscant, reconstruye el cuerpo quemado y mutilado de Vader con un traje blindado negro. Palpatine luego le dice a Vader que Padmé fue asesinada en el calor de la ira de Vader, rompiendo lo que queda del espíritu de Vader. Palpatine es visto por última vez observando la construcción de la Estrella de la Muerte original, con Vader y Wilhuff Tarkin.

##### Trilogía secuela
Palpatine tiene su primera aparición física en Star Wars: Episodio IX - El ascenso de Skywalker, donde se revela que este es en realidad un clon de sí mismo bastante decrépito, debido a que el cuerpo de dicho clon no podía soportar el enorme poder que albergaba el espíritu del siniestro lord Sith, también se revela que Snoke era solo un clon imperfecto suyo y un títere creado por Palpatine para manejar a la Primera Orden desde las sombras. Mientras estaba en el planeta Exegol, se revela que Palpatine intentaba construir un nuevo imperio galáctico y seducir a su nieta Rey al Lado Oscuro, completando un ritual para transferir su esencia y el poder de todos los Sith a ella, convirtiéndola en la nueva emperatriz de la Orden Final. Pero Rey, junto con la ayuda de un redimido Ben Solo, consiguen hacerle frente, pero al ver este acto insolente de ambos, el propio Palpatine los ataca, pero mientras los tortura a los dos, este inconscientemente absorbe una pequeña parte de su energía y descubre que su cuerpo necrótico comienza a regenerarse poco a poco y donde también se percata que la fuerza del vínculo entre el joven Ben y Rey es bastante fuerte, este asegura que ambos son una Díada en la Fuerza y que no había visto un poder como ese en mucho tiempo, por lo que ahora y usando a los dos jóvenes, Palpatine comienza a absorber parte de la energía de ambos y finalmente consigue resucitar una vez más, además de regenerar y rejuvenecer su cuerpo clonado. Justo en el clímax del enfrentamiento, Palpatine lanza sus Rayos de la Fuerza contra Rey con intención de matarla, pero ella toma el sable de luz de Leia y el sable de luz de Anakin y Luke Skywalker para bloquear el ataque y lo devuelve en contra de Palpatine, matándolo de una vez por todas y para siempre.

#### Televisión

##### The Clone Wars
En la película animada del 2008, Star Wars: The Clone Wars, (también situada entre Attack of the Clones y Revenge of the Sith), Darth Sidious ingenia un plan separatista, donde el Conde Dooku pone a Jabba el Hutt en contra de la República secuestrando a su hijo Rotta. Aunque Anakin Skywalker y su padawan Ahsoka Tano logran frustrar dicho plan, el resultado termina conviniendo a Palpatine: Jabba coloca las rutas Hutt del hiperespacio a disposición de la República.
En la serie de dibujos animados posterior, Palpatine sigue siendo el canciller supremo mientras mantiene oculta su identidad como lord sith a través de hologramas. Palpatine fue interpretado por Ian Abercrombie (desde 2008 hasta su muerte en 2012) y por Tim Curry (de 2012 a 2014). En la segunda temporada, Sidious contrata cazarrecompensas Cad Bane para infiltrarse en el Templo Jedi y robar un holocrón, el cual contiene los nombres de miles de niños sensibles a la Fuerza —el futuro de la Orden Jedi— de toda la galaxia. Finalmente, Cad Bane logra llevar cuatro niños sensibles a la Fuerza a la instalación secreta de Sidious en Mustafar pero Anakin y Ahsoka frustran nuevamente su plan, aunque Bane escapa y se pierde toda evidencia de la implicación de Sidious. En la tercera temporada, Sidious siente que la asesina de Dooku, Asajj Ventress (con la voz de Nika Futterman), se vuelve poderosa en el lado oscuro y le ordena a Dooku que la elimine; sospecha que Dooku está planeando que Ventress lo asesine. Ventress sobrevive y su venganza contra Dooku desencadena una cadena de acontecimientos que incluyen el regreso del antiguo aprendiz de Sidious y predecesor de Dooku, Darth Maul. En la quinta temporada, Sidious viaja personalmente al planeta Mandalore para enfrentarse a su antiguo aprendiz, Darth Maul, quien se había convertido en líder de la Guardia Letal. En la última temporada, Sidious hace todo lo posible para ocultar la naturaleza completa de su plan contra los Jedi, tratando de silenciar al soldado clon Cincos cuando este se entera de un chip ihnibidor enlazado a los cerebros de los soldados clones los cuales tienen programada la secreta Orden 66 y de la relación de Dooku con el maestro Jedi Sifo-Dyas.

##### Rebels
En Star Wars Rebels, ambientada entre La venganza de los Sith y Una nueva esperanza, Palpatine es retratado como el Emperador del Imperio Galáctico. Aparece brevemente fuera de la pantalla al final del estreno de la segunda temporada, "The Siege of Lothal" (originalmente con la voz de Sam Witwer y luego Ian McDiarmid de 2019). Darth Vader informa a Palpatine que la célula de la Alianza Rebelde en Lothal se ha roto y que Ahsoka Tano está viva y ahora está ayudando a los rebeldes. Palpatine ve esto como una oportunidad para buscar a otros Jedi restantes y le ordena a Vader que envíe un Inquisidor para cazar a Ahsoka. 
Palpatine regresa físicamente en la cuarta temporada (con la voz nuevamente de McDiarmid). En los episodios "Lobos y una puerta" y "Un mundo entre mundos", aparece como un holograma que supervisa la excavación del Templo Jedi de Lothal, que contiene un portal a una dimensión separada de la Fuerza fuera del espacio y el tiempo, que Palpatine considera un 'conducto entre los vivos y los muertos' que podría darle un poder incomparable de la Fuerza misma si puede acceder a él. Poco después de que el protagonista Ezra Bridger (con la voz de Taylor Gray) atraviesa el tiempo y el espacio para rescatar a Ahsoka de Vader, Palpatine establece un portal que muestra los momentos finales del Maestro Jedi Kanan Jarrus (con la voz de Freddie Prinze Jr.). Mientras Ezra quiere atravesar el portal y rescatar a Kanan, Ahsoka lo convence de que no lo haga. Palpatine luego se revela a través del portal y ataca a Ezra con un rayo de Fuerza. Sin embargo, Ahsoka y Ezra logran evadirlo y tomar caminos separados, negándole así a Palpatine todo el poder. 
Palpatine regresa más tarde en el final de la serie "Reunión familiar y despedida". En el episodio, Ezra, habiéndose entregado al Gran Almirante Thrawn (con la voz de Lars Mikkelsen) para proteger a Lothal, es llevado por él a una habitación que contiene una sección reconstruida del Templo Jedi en ruinas y un holograma de Palpatine tal como aparece en las precuelas. Palpatine, habiendo reconocido la amenaza que Ezra representa para el Imperio, se presenta como un anciano amable y le muestra a Ezra una visión de sus padres muertos a través de una puerta, prometiéndole que el joven estará con ellos si entra. Ezra inicialmente queda hipnotizado por la promesa de Palpatine y va a entrar por la puerta, pero finalmente se resiste y destruye el Templo Jedi reconstruido y la ilusión. El holograma de Palpatine emerge de los escombros, parpadeando para mostrar su verdadero yo, y ordena a sus Guardias Reales que maten a Ezra, aunque Ezra logra derrotarlos y escapar. Según el creador de la serie Dave Filoni, los eventos de Rogue One y A New Hope ocurren poco después de este episodio, reenfocando así la atención de Palpatine de la liberación de Ezra y Lothal a la Alianza Rebelde y Luke Skywalker.

##### The Bad Batch
Palpatine aparece en la primera temporada de la serie animada de 2021 Star Wars: The Bad Batch. La serie está ambientada durante (e inmediatamente después) los eventos de la película de 2005 La venganza de los Sith. El primer episodio de la serie muestra el discurso de Palpatine en el Senado de la película en forma animada, utilizando el sonido de archivo del diálogo de McDiarmid. Como en la película, Palpatine ordena el exterminio de los Jedi y se declara emperador.
Palpatine regresa en el episodio de la segunda temporada "Truth and Consequences", con la voz en directo de McDiarmid; en el episodio, se revela en medio de una sesión del Senado que discute una ley de reclutamiento para reemplazar al ejército clon por humanos. Usando a favor evidencias de la destrucción de las instalaciones de clonación en Kamino, hace arrestar al encargado de los reclutamientos, el Vicealmirante Rampart y aboga por la aprobación de la ley
Palpatine aparece en la temporada 3, en la que inspecciona el progreso de los experimentos de clones del Proyecto Nigromante bajo la supervisión del científico imperial Dr. Royce Hemlock.

##### Obi-Wan Kenobi
Palpatine aparece en el sexto episodio de la serie de 2022 Obi-Wan Kenobi. La serie está ambientada diez años después de La venganza de los Sith. Después de que Darth Vader es derrotado por Obi-Wan Kenobi después de su segundo duelo, Palpatine contacta a Vader en su castillo Mustafar a través de un holograma, cuestionando los motivos y la lealtad de Vader cuando Vader informa que no descansará hasta que encuentren a Obi-Wan. Vader le asegura a Palpatine que Obi-Wan no significa nada, reafirma su compromiso con Palpatine y abandona su búsqueda.

##### Tales of the Jedi
Darth Sidous aparece en el cuarto episodio de la serie de televisión Tales of the Jedi hablando con Darth Tyrranus.

#### Libros y cómics
La primera aparición de Palpatine en la literatura de Star Wars fue en el prólogo de la novelización escrita por Alan Dean Foster del guion de Una nueva esperanza, publicada como Star Wars: De las aventuras de Luke Skywalker (1976).  Su experiencia como senador de la República fue explorada en la novelización de James Kahn de El regreso del Jedi. 
Palpatine también aparece en la novelización de Rae Carson de El ascenso de Skywalker, que amplía la historia de la película. En el libro, se revela que Palpatine descubrió el "secreto de la inmortalidad" de su antiguo maestro, Darth Plagueis, utilizando este conocimiento para sobrevivir después de su muerte en El regreso del Jedi. La novelización también describe al hijo de Palpatine como un clon fallido de sí mismo. Sin embargo, el libro de 2021 Skywalker: A Family at War describe al hijo de Palpatine como una "rama de [su] investigación genética, no precisamente un clon, sino hecho de tejido clonado y células donadas".
Star Wars: Lords of the Sith (2015) fue una de las primeras novelas derivadas del canon que se lanzó en el canon de Disney que comenzó en 2014. En ella, Vader y Palpatine se encuentran perseguidos por revolucionarios Twi'lek en su planeta natal Ryloth. En Thrawn (2017), el personaje principal advierte a Palpatine sobre "amenazas que acechan en las Regiones Desconocidas". La trilogía de libros Aftermath de Chuck Wendig revela que, antes de su muerte, Palpatine promulgó un plan para que los restos del Imperio, destinados a ser dirigidos por su hijo adoptivo Gallius Rax, se retiraran a las Regiones Desconocidas, donde se formaron en la Primera Orden. Se pensaba que el lado oscuro estaba concentrado en esta región, donde un cultista Sith creía que Palpatine sería encontrado vivo. El próximo libro ilustrado Star Wars: Los secretos de los Sith está contado desde la perspectiva de Palpatine.
Palpatine aparece con frecuencia en la serie de cómics Darth Vader: Dark Lord of the Sith (2017-2018), escrita por Kieron Gillen y Charles Soule. Al final de la serie se sugiere que Palpatine manipuló la Fuerza para fecundar a la madre de Vader, Shmi Skywalker, convirtiéndolo, en esencia, en el padre de Vader, aunque esto queda algo ambiguo.  Esto se basa en el argumento del nacimiento virginal de Anakin introducido en La amenaza fantasma, y la afirmación de que un señor Sith "podría usar la Fuerza para influir en los midiclorianos para crear vida", como Palpatine le dice a Anakin en La venganza de los Sith.  Esto parecería tener implicaciones incestuosas para Rey y Ben Solo al final de The Rise of Skywalker, pero Soule dice que "The Dark Side no es un narrador confiable", y un miembro del grupo de historia de Lucasfilm que colaboró en el cómic confirmó que su intención no era una conexión directa entre Palpatine y Vader.
El personaje también aparece en el capítulo final del cómic Star Wars: The Rise of Kylo Ren (2020), que ilustra la manipulación por parte de Palpatine del joven Ben Solo para convertirse en Kylo Ren.

### Legends
Con la adquisición de Lucasfilm por The Walt Disney Company en 2012, la mayor parte de las novelas y cómics producidos después del estreno en 1983 de la película «Return of the Jedi» fueron declarados no-canon dentro de la franquicia en abril de 2014.

#### Literatura
En los libros del universo extendido aparece por primera vez en la novelización de «A New Hope» de Alan Dean Foster (escrito como George Lucas) titulada en «Star Wars: From the Adventures of Luke Skywalker» (1976). Foster caracteriza a Palpatine como un astuto senador que se autoproclamó emperador tras ser elegido como canciller supremo de la República y se aísla a sí mismo de sus deberes como líder del imperio, convirtiéndose finalmente en un peón de sus asesores.
Palpatine hace su primera aparición importante en el universo expandido en 1991-1992 en la serie de cómics «Dark Empire» escrito por Tom Veitch e ilustrado por Cam Kennedy. En dicha serie, ambientada seis años luego de los eventos ocurridos en «Return of the Jedi», Palpatine regresa de la muerte pero es derrotado nuevamente por Luke Skywalker, que en esta ocasión recibe ayuda de su hermana Leia Organa, quien había recibido una rudimentaria formación Jedi. Su final aparece en las secuelas de estos cómics: «Dark Empire II» y «Empire's End». En «Dark Empire II» (1994-1995), Palpatine regresa nuevamente usando un cuerpo clon e intenta reconstruir el Imperio Galáctico aprovechando el debilitamiento de la Alianza Rebelde. En  «Empire's End» (1995), Palpatine ante el deterioro de sus cuerpos clones intenta poseer el cuerpo de Anakin Solo, hijo de Han Solo y Leia Organa, pero es detenido nuevamente por Luke Skywalker y su cuerpo es muerto de un disparo de Han Solo mientras que su alma es capturada por el herido Jedi Empatojayos Brand, quien a su muerte se lleva la alma de antiguo emperador con él, destruyéndolo definitivamente.
Las novelas y cómics publicados antes de 1999 se centran en el papel de Palpatine como Emperador Galáctico. «Shadows of the Empire» (1996) de Steve Perry y «The Mandalorian Armor» (1998) por K. W. Jeter, ambas ambientadas entre los episodios V y VI de la saga, muestran cómo Palpatine utiliza señores del crimen como el príncipe Xizor y cazarrecompensas como Boba Fett para enfrentarse a sus enemigos. En novela «Children of the Jedi» (1995) de Barbara Hambly, ambientada ocho años después de «Return of the Jedi», aparece una mujer llamada Roganda Ismaren que afirma que Palpatine es padre de su hijo Irek. La serie de novelas «Jedi Prince» introduce un mutante loco de tres ojos llamado Triclops que se revela como el hijo ilegítimo de Palpatine creado a partir de ADN extraído del emperador.
A partir de 1999 con la novelización de «The Phantom Menace» de Terry Brooks, los escritores de Star Wars centran su atención en el papel de Palpatine antes de «A New Hope» como político y lord sith. En el cómic «Marked» de Rob Williams, incluido en «Star Wars Tales #24» (2005), y la novela  «Darth Maul: Shadow Hunter» de Michael Reaves (2001) muestran la relación entre Sidius y su aprendiz Maul. En «Cloak of Deception» (2001) de James Luceno detalla como Darth Sidious insta a la Federación de Comercio a construir un ejército de droides de batalla en preparación a la futura invasión a Naboo. También se muestra la carrera política temprana de Palpatine además de la forma en que se convierte en un confidente de la canciller Finis Valorum y como se familiariza con Padmé Amidala, la nueva reina elegida de Naboo. El papel de Palpatine durante las Guerras Clon como canciller de la República y Darth Sidious es retratado en novelas como «Shatterpoint» (2003) de Matthew Stover, «The Cestus Deception» (2004) de Steven Barnes, «Yoda: Dark Rendezvous» (2004) de Sean Stewart y «Labyrinth of Evil» (2005) y «Darth Plagueis» (2012) de James Luceno.
Luego del estreno de la película «Revenge of the Sith», la literatura de Star Wars se centró en el papel de Palpatine después de la creación del Imperio. El cómic «Star Wars Republic 78: Loyalties» (2005) de John Ostrander narra cómo, poco después de tomar el poder, el emperador Palpatine envía Darth Vader para asesinar a Sagoro Autem, un capitán imperial que planea desertar del Imperio. En la novela «Dark Lord: The Rise of Darth Vader» (2005) de James Luceno, ambientada poco después de «Revenge of the Sith», el emperador envía Darth Vader al planeta Murkhana para descubrir por qué los soldados clones no se negaron a cumplir la orden 66 y asesinar a sus generales Jedi. Palpatine espera así enseñar a Vader lo que significa ser un sith y aplastar cualquier resto de Anakin Skywalker.
Con la adquisición de Lucasfilm por The Walt Disney Company en 2012, la mayor parte de las novelas y cómics producidos después del estreno en 1983 de la película «Return of the Jedi» fueron declarados no-canon dentro de la franquicia en abril de 2014. «Star Wars: Lords of the Sith» se anunció poco después como una de las primeras cuatro novelas pertenecientes al nuevo canon que se publicaran entre 2014 y 2015. En «Lords of the Sith», Vader y Palpatine se encuentran perseguidos por rebeldes Twi'lek del planeta Ryloth.

#### Televisión
Palpatine / Darth Sidious es uno de los personajes centrales en la serie animada Star Wars: Clone Wars, de Genndy Tartakovsky, ubicada cronológicamente entre Attack of the Clones y Revenge of the Sith. El aspecto del personaje está basado al que tenía en The Phantom Menace y Attack of the Clones. En el primer capítulo, Palpatine es informado por Obi-Wan Kenobi de que los Jedi han descubierto que el Clan Bancario Intergaláctico ha establecido fábricas de droides de batalla en el planeta Muunilinst. Palpatine se compromete a enviar una fuerza de ataque que incluye Anakin Skywalker y sugiere que este tenga a su cargo un «comando especial» de los soldados de Kenobi. Aunque inicialmente Yoda y Obi-Wan se oponen a la idea, terminan por aceptarla a regañadientes. En el séptimo capítulo, una imagen holográfica de Sidious aparece poco después del entrenamiento de Asajj Ventress por parte de Dooku. Sidious le ordena a Ventress rastrear y matar a Anakin, aunque luego le comenta a Dooku que seguramente Ventress será derrotada, pero que el objetivo de su misión es poner a prueba a Anakin. En los capítulos finales, un holograma de Sidious aparece nuevamente y ordena a Grievous comenzar un ataque a la capital galáctica. Más tarde, cuando la invasión separatista a Coruscant comienza y Palpatine observa desde las ventanas de su apartamento, Griveous rompe y entra a través de la ventana e intenta secuestrarlo. Estos acontecimientos inician una larga persecución, donde Palpatine es protegido por los Jedi Shaak Ti, Roron Corobb y Foul Moudama. Sin embargo, Grievous aprehende a los Jedi y captura a Palpatine llevándolo al Invisible Hand, preparando el escenario para Revenge of the Sith.

## En la cultura popular
Con el estreno de El regreso del Jedi y las películas precuelas y la campaña de merchandising que las acompaña, Palpatine se convirtió en un ícono de la cultura popular estadounidense. Kenner / Hasbro produjo y comercializó una serie de figuras de acción del personaje de 1983 a 2005.  Según John Shelton Lawrence y Robert Jewett, "Estas figuras de acción permiten a los niños (de 4 años en adelante) manejar los símbolos del Fuerza".
Los académicos han debatido la relación de Palpatine con la cultura moderna. Los estudiosos de la religión Ross Shepard Kraemer, William Cassidy y Susan Schwartz comparan a Palpatine y a los héroes de Star Wars con el concepto teológico del dualismo. Insisten: "Uno ciertamente puede imaginarse al malvado emperador de Star Wars como Satán, con sus poderes infernales, liderando a sus secuaces sin rostro, como sus Guardias Imperiales vestidos de rojo".  Lawrence y Jewett sostienen que Vader matando a Palpatine en El regreso del Jedi representó "el sometimiento permanente del mal". Sin embargo, según el director JJ Abrams, el regreso de Palpatine en The Rise of Skywalker representó la idea de que el mal puede regresar como resultado de la complacencia.  Dijo: "Creo que la idea de que si no tenemos cuidado, el mal, el mal supremo, volverá a surgir".
Desde El regreso del Jedi y las películas precuelas, el nombre de Palpatine ha sido invocado como una caricatura en política. Un editorial de Fox News afirmó que "ningún ícono cultural puede existir sin que alguien intente meterlo en una ideología política. La saga Star Wars, el mayor ícono de la cultura pop de las últimas tres décadas, no es una excepción... La disolución del Senado por parte de Palpatine en el favor del gobierno imperial ha sido comparado con la marginación del Senado romano por parte de Julio César, la toma de poder de Hitler como canciller en su camino a convertirse en dictador, el fallido plan de Franklin D. Roosevelt para ampliar la corte y la creación de una supuesta presidencia imperial en los Estados Unidos".